# Jakowlew EG
Die Jakowlew EG (russisch Яковлев ЭГ) war ein sowjetischer Versuchshubschrauber des Konstruktionsbüros Jakowlew.

## Geschichte
Um den Rückstand der Sowjetunion auf dem Gebiet der Hubschraubertechnik aufzuholen, erhielten auch Konstruktionsbüros mit wenig Erfahrung auf diesem Gebiet den Auftrag, bis Ende 1947 Projekte für zwei- bis dreisitzige Hubschrauber einzureichen, so auch das Konstruktionsbüro Jakowlew. Alexander Jakowlew wies deshalb am 18. März 1946 an, eine eigene Konstruktionsbrigade unter der Leitung von S. Bemow zu bilden. Eine Typen- oder Werksbezeichnung wurde nicht vergeben, offiziell hieß das Projekt Eksperimentalny Gelikoptr (Experimentalhubschrauber), kurz EG. Inoffiziell wurde die Bezeichnung Erzeugnis Scha (Изделие Ш) verwendet, wobei der russische Buchstabe Scha als Abkürzung für Schutka (Scherz) stand.
Als Antrieb sollte der Motor M-12 dienen. Letztlich musste auf das schwächere Vorkriegsmodell M-11FR-1 zurückgegriffen werden. Der erste Prototyp wurde im Frühjahr 1947 fertiggestellt. Die Bodenerprobung begann am 2. August 1947, der Erstflug erfolgte am 20. Dezember. Die Maschine zeigte gute Flugeigenschaften, war aber in der Standschwebe schwer zu steuern. Bis zum 8. Juli 1948 erfolgten 115 Flüge, die aber wegen häufig auftretender Defekte teilweise abgebrochen werden mussten. Dabei wurden eine Höchstgeschwindigkeit von nur etwa 70 km/h (errechnet waren 150 km/h), eine Gipfelhöhe von 2700 Metern und eine Reichweite von 235 km erreicht. Ein zweites Exemplar wurde nicht mehr fertiggestellt, da das Projekt zugunsten der Mi-1 eingestellt wurde. Der  Prototyp kam als Studienobjekt an das MAI und wurde schließlich zum Motorschlitten umgebaut.

## Konstruktion
Die EG war mit Koaxialrotoren mit je zwei Blättern ausgerüstet. Die Rotoren hatten einen Durchmesser etwa zehn Metern, die Blätter waren aus Holz und mit stählernen Holmen versteift. Er hatte einen relativ langen Ausleger, der für ausreichende Flugstabilität sorgte. Zunächst noch am Ausleger vorhandene scheibenförmige Stabilisierungsflächen erwiesen als überflüssig und wurden entfernt. Die zweisitzige Kabine war großzügig verglast, auf jeder Seite befand sich eine Tür. Das Dreibeinfahrwerk war starr und pneumatisch gedämpft. Der EG wog leer 878 Kilogramm.

## Technische Daten
| Kenngröße             | Daten                                  |
| --------------------- | -------------------------------------- |
| Rotorkreisdurchmesser | 9,80 m                                 |
| Länge                 | 7,42 m                                 |
| Höhe                  | 3,40 m                                 |
| Leermasse             | 878 kg                                 |
| Startmasse            | 1020 kg                                |
| Antrieb               | ein M-11FR mit 118 kW (160 PS)         |
| Höchstgeschwindigkeit | projektiert 150 km/h praktisch 70 km/h |
| Dienstgipfelhöhe      | 2700 m                                 |
| Reichweite            | 238 km                                 |